# Neuburgia macrocarpa
Neuburgia macrocarpa är en tvåhjärtbladig växtart som först beskrevs av A. C. Smith, och fick sitt nu gällande namn av A. C. Smith. Neuburgia macrocarpa ingår i släktet Neuburgia och familjen Loganiaceae. Inga underarter finns listade i Catalogue of Life.